# MSM Group
MSM Group es un grupo empresas eslovaco con filiales que se dedican a la fabricación de armas y municiones, sistemas de radio navegación para aeropuertos, contenedores especiales personalizados, torres móviles y de control de tráfico aéreo.
Las compañías del grupo son ZVS, MSM Nováky, Inc., MSM Banska Bystrica, Inc., FMGranada, Ltd., 14. OKTOBAR d.o.o., ZVS-Armory, Ltd. y VÝVOJ Martin, Inc..
En 2019 adquirió la Fábrica de Municiones de Granada, ubicada en El Fargue, Granada, España.